# Schwartziella bakeri
Schwartziella bakeri är en snäckart som först beskrevs av Bartsch 1902.  Schwartziella bakeri ingår i släktet Schwartziella och familjen Rissoidae. Inga underarter finns listade i Catalogue of Life.